# Chełmiec Mały
Chełmiec Mały (niem. Kleine Hoch-Berg, Klein Hochwald, 776 m n.p.m.) – szczyt górski w południowo-zachodniej Polsce, w Sudetach Środkowych, w Górach Wałbrzyskich.
Wzniesienie położone jest na zachód od centrum Wałbrzycha, w środkowej części Gór Wałbrzyskich, w Masywie Chełmca.
Jest to wzniesienie o stromych zboczach, z płaskim wyrazistym kopulastym wierzchołkiem. Wyrasta z południowo-zachodniego zbocza Chełmca, tworzącego mały grzbiet zakończony Mniszkiem. Zbudowane jest z osadów karbońskich: szarogłazów, zlepieńców, piaskowców i iłołupków, poprzecinanych licznymi żyłami permskich ryolitów i melafirów pochodzenia wulkanicznego. Wzniesienie w całości jest porośnięte lasem mieszanym regla dolnego.

## Turystyka
Przez szczyt przechodzą szlaki turystyczne:
- – zielony fragment szlaku prowadzący z Marciszowa do Boguszowa-Gorców.
- – niebieski fragment szlaku prowadzący z Szczawna-Zdroju do Kamiennej Góry.